# Eppo Bruins
Eppo Egbert Willem Bruins (Apeldoorn, 19 september 1969) is een Nederlands natuurkundige, politicus en voormalig wetenschapper. Sinds 2 juli 2024 is hij namens NSC minister van Onderwijs, Cultuur en Wetenschap. Van 2014 tot 2021 was hij namens de ChristenUnie lid van de Tweede Kamer der Staten-Generaal. Van 2022 tot 2024 was hij voorzitter van de Adviesraad voor wetenschap, technologie en innovatie (AWTI).

## Studie
Bruins groeide op in Apeldoorn, bezocht daar van 1981 tot 1987 het Myrtus College en volgde daar het vwo (atheneum). Van 1985 tot 1987 studeerde hij de vooropleiding aan het Stedelijk Conservatorium Zwolle met als hoofdvak piano. Hij werd pianist bij een gospelkoor. Zij verzochten hem mee te zingen tijdens een tour in Apeldoorn van Adrian Snell op 20 april 1988 en daar kwam op een bepaald moment een tekst die hem raakte waardoor Bruins op onderzoek ging en uitkwam bij het christendom. Van 1987 tot 1991 studeerde hij natuurkunde aan de Universiteit Utrecht met als afstudeerrichting experimentele kernfysica en behaalde zijn diploma op 26 augustus 1991.

## Wetenschappelijke loopbaan
Bruins was van september 1991 tot juli 1995 onderzoeker in opleiding bij FOM, de Stichting voor Fundamenteel Onderzoek der Materie. Op 3 oktober 1995 promoveerde hij tot doctor op zijn proefschrift “The neutron magnetic form factor”. Van juli 1995 tot maart 1997 was hij postdoc voor de Massachusetts Institute of Technology (MIT) bij het natuurkundige experiment HERMES aan de deeltjesversneller DESY in Hamburg. Van maart 1997 tot februari 2004 was hij programmacoördinator bij FOM waar hij verantwoordelijk was voor het onderzoekbeleid binnen diverse vakgebieden van de natuurkunde.
Van februari 2004 tot december 2006 was Bruins science manager bij het Lorentz Center van de Faculteit der Wiskunde en Natuurwetenschappen aan de Universiteit Leiden waar hij verantwoordelijk was voor de kwaliteit van de binnen het Center georganiseerde internationale workshops. Van februari 2004 tot mei 2008 was hij bij deze faculteit als instituutsmanager van het Leids Instituut voor Onderzoek in de Natuurkunde (LION) verantwoordelijk voor de financiële en personele bedrijfsvoering. Hij was directeur van Technologiestichting STW (de Stichting voor de Technische Wetenschappen) van mei 2008 tot het Kamerlidmaatschap in december 2015.

## Politieke loopbaan
Tot 2011 was Bruins "vrij passief" lid van het CDA. In 2011 stapte hij over naar de ChristenUnie, naar eigen zeggen voelde hij zich niet meer thuis bij het CDA na het congres over de deelname aan het kabinet-Rutte I met gedoogsteun van de PVV en, zei hij, bij de ChristenUnie "wordt de C van christelijk nog met hoofdletters geschreven en ook in alles doorvoeld. Helaas is het CDA van de C afgedwaald." In 2012 kwam hij op de kandidatenlijst van de ChristenUnie voor de Tweede Kamerverkiezingen in september van dat jaar.
Vanaf november 2012 was Bruins hoofdredacteur van DenkWijzer, het blad van het wetenschappelijk instituut van de ChristenUnie. Hij vervulde deze functie tot het Kamerlidmaatschap in december 2015. Van 2 december 2015 tot en met 30 maart 2021 was Bruins Tweede Kamerlid voor deze partij als opvolger van vertrekkend oud-fractievoorzitter Arie Slob. In zijn eerste termijn (december 2015–oktober 2017) was hij woordvoerder Onderwijs en Wetenschap, Media, Economische Zaken, Infrastructuur, Buitenlandse Handel en Visserij. In zijn tweede termijn (oktober 2017–maart 2021) was hij woordvoerder Sociale Zaken en Werkgelegenheid, Onderwijs en Wetenschap, Economische Zaken, Financiën en Luchtvaart.
Voor de verkiezingen voor het Europees Parlement van 6 juni 2024 was Bruins verkiesbaar en wist 1.075 stemmen te halen. Hierna werd hij gevraagd om namens NSC als minister van OCW in het nieuwe Kabinet-Schoof plaats te nemen. In verband hiermee zegde hij zijn lidmaatschap van de ChristenUnie op en werd daarop lid van NSC. Hij werd op 2 juli 2024 samen met de rest van het kabinet beëdigd.

## Verdere loopbaan
Bruins is vanaf april 2021 zelfstandig adviseur en eigenaar van Eppo Bruins management & leadership consultancy, op het grensvlak van wetenschap, technologie, innovatie, bestuur en politiek, met specialisaties in kennisoverdracht en kennismanagement in publiek-private netwerken, communicatie tussen wetenschap en politiek en in het begeleiden van projecten rond kennisinstellingen. Op 11 maart 2022 werd bekend dat de ministerraad heeft ingestemd met de voordracht voor benoeming tot voorzitter van de Adviesraad voor wetenschap, technologie en innovatie (AWTI) op voorstel van minister Robbert Dijkgraaf van Onderwijs, Cultuur en Wetenschap. De benoeming ging in per 1 april 2022 voor een periode van vier jaar. In januari 2023 kreeg hij een Tweede Kamerzetel aangeboden, nadat Gert-Jan Segers opstapte, maar besloot geen zitting te nemen.

## Persoonlijk
Bruins is getrouwd en heeft twee volwassen zoons. Hij is niet godsdienstig opgevoed maar werd op zijn achttiende christelijk. Via de Gereformeerde Bond kwam hij uiteindelijk terecht in een evangelische gemeente. Hij is actief in de Messiaanse beweging Hadderech, een vereniging voor Joden die het christelijk geloof aanhangen. Zijn grootmoeder van vaderszijde was Pools-Joods. In mei 2022 hield hij voor Hadderech de Pesach-lezing.
- Parlement.com: vj0dhyyrqnij
- Virtual International Authority File: 289740837